# نيك مارتن (لاعب كرة قدم أمريكية)
نيك مارتن (بالإنجليزية: Nick Martin)‏ هو لاعب كرة قدم أمريكية أمريكي، ولد في 29 أبريل 1993 في إنديانابوليس في الولايات المتحدة.

## وصلات خارجية
- نيك مارتن على موقع مرجع كرة القدم المحترفة.كوم (الإنجليزية)